# ۹دبلیوام
۹دبلیوام (به انگلیسی: 9wm) یک مدیر پنجره پشته‌ای برای سامانه پنجره اکس است که به صورت یک نرم‌افزار آزاد منتشر می‌شود. این مدیر پنجره در سال ۱۹۹۴ توسط دیوید هوگان به منظور شبیه سازی مدیر پنجره دیگری به نام ‎8½ نوشته شد. مدیر پنجره ‎8½ در ویرایش دوم سیستم‌عامل پلان ۹ استفاده می‌شد. بسیاری از مدیر پنجره‌های مینیمال سامانه پنجره اکس یا مستقیماً بر اساس ۹دبلیوام بودند یا از آن الهام گرفته‌اند.

## قابلیت‌ها
- به زبان سی نوشته شده و از کتابخانه اکس استفاده می‌کند. این برنامه هیچ وابستگی دیگری ندارد و بسیار سبک است.
- کلیک راست بر روی پنجره ریشه منویی را باز می‌کند که به کمک گزینه‌های آن می‌توان عملیات مختلفی را بر روی پنجره‌ها انجام داد (نظیر انتقال، جابجایی، پاک کردن یا مخفی کردن) در این منو لیستی از پنجره‌های مخفی هم نمایش می‌یابد که می‌توان آنها را انتخاب کرد تا مجدداً نمایش یابند. همچنین گزینه‌ای هم برای اجرای یک ترمینال (معمولاً ۹ترم) وجود دارد. هیچ کلید کنترلی مرتبط با صفحه کلید وجود ندارد.
- دارای محدودیت ۳۲ پنجره مخفی به شکل همزمان است.
- بدون نوار منو
- بدون نوار عنوان
- بدون میزکارهای چندگانه
- بدون قابلیت تمام صفحه کردن پنجره
- بدون میانبرهای دسکتاپ
- بدون تصویر پس‌زمینه میزکار
- از قابلیت پوسته و تم پشتیبانی نمی‌کند.
- یک ماوس با سه دکمه احتیاج است.
- از سیاست کلیک برای تمرکز استفاده می‌کند.
- برنامه‌ها تنها از طریق یک ترمینال اجرا می‌شوند.